# Triaenodes gazella
Triaenodes gazella är en nattsländeart som först beskrevs av Hagen 1859.  Triaenodes gazella ingår i släktet Triaenodes och familjen långhornssländor. Inga underarter finns listade i Catalogue of Life.